# 제27회 미국 배우 조합상
제27회 미국 배우 조합상은 2020년 최고의 영화를 기리기 위해 2021년 4월에 열린 시상식이다.

## 수상 및 후보

### 영화부문 앙상블상
- 트라이얼 오브 더 시카고 7 - 아론 소킨 수상
- Da 5 블러드 - 스파이크 리
- 미나리 - 정이삭
- 마 레이니, 그녀가 블루스 - 조지 C. 울프
- 원 나이트 인 마이애미 - 레지나 킹

### 영화부문 여우주연상
- 마 레이니, 그녀가 블루스 - 비올라 데이비스 수상
- 힐빌리의 노래 - 에이미 아담스
- 그녀의 조각들 - 바네사 커비
- 노매드랜드 - 프란시스 맥도맨드
- 프라미싱 영 우먼 - 캐리 멀리건

### 영화부문 남우주연상
- 마 레이니, 그녀가 블루스 - 채드윅 보스만 수상
- 사운드 오브 메탈 - 리즈 아메드
- 더 파더 - 안소니 홉킨스
- 맹크 - 게리 올드만
- 미나리 - 스티븐 연

### 영화부문 여우조연상
- 미나리 - 윤여정 수상
- 보랏 서브시퀀트 무비필름 - 마리아 바카로바
- 힐빌리의 노래 - 글렌 클로즈
- 더 파더 - 올리비아 콜맨
- 뉴스 오브 더 월드 - 헬레나 젱겔

### 영화부문 남우조연상
- 유다 그리고 블랙 메시아 - 다니엘 칼루야 수상
- 트라이얼 오브 더 시카고 7 - 사샤 바론 코헨
- Da 5 블러드 - 채드윅 보스만
- 더 리틀 띵스 - 자레드 레토
- 원 나이트 인 마이애미 - 레슬리 오덤 주니어

### 영화부문 스턴트 상
- 원더 우먼 1984 수상
- Da 5 블러드
- 뮬란
- 뉴스 오브 더 월드
- 트라이얼 오브 더 시카고 7

### TV드라마부문 앙상블연기상
- 더 크라운 수상
- 베터 콜 사울
- 브리저튼
- 러브크래프트 컨트리
- 오자크

### TV드라마부문연기상(여자)
- 더 크라운 - 질리언 앤더슨 수상
- 더 크라운 - 올리비아 콜맨
- 더 크라운 - EMMA CORRIN
- 오자크 - 줄리아 가너
- 오자크 - 로라 리니

### TV드라마부문연기상(남자)
- 오자크 - 제이슨 베이트먼 수상
- 디스 이즈 어스 - 스털링 K. 브라운
- 더 크라운 - 조쉬 오코너
- 베터 콜 사울 - 밥 오덴커크
- 브리저튼 - REGE-JEAN PAGE

### 코미디부문 앙상블연기상
- 시트 크릭 패밀리 수상
- 데드 투 미
- 더 플라이트 어텐던트
- 더 그레이트
- 테드 래소

### 코미디부문연기상(여자)
- 시트 크릭 패밀리 - 캐서린 오하라 수상
- 데드 투 미 - 크리스티나 애플게이트
- 데드 투 미 - 린다 카델리니
- 더 플라이트 어텐던트 - 칼리 쿠오코
- 시트 크릭 패밀리 - 애니 머피

### 코미디부문연기상(남자)
- 테드 래소 - 제이슨 서디키스 수상
- 더 그레이트 - 니콜라스 홀트
- 시트 크릭 패밀리 - DAN LEVY
- 시트 크릭 패밀리 - 유진 레비
- 레미 - 라미 유세프

### TV영화/미니시리즈부문 연기상(여자)
- 퀸스 갬빗 - 안야 테일러 조이 수상
- 미세스 아메리카 - 케이트 블란쳇
- 아이 메이 디스트로이 유 - 미카엘라 코엘
- 언 두잉 - 니콜 키드먼
- 작은 불씨는 어디에나 - 케리 워싱턴

### TV영화/미니시리즈부문 연기상(남자)
- 아이 노우 디스 머치 이즈 트루 - 마크 러팔로 수상
- 퀸스 갬빗 - 빌 캠프
- 해밀턴 - 다비드 딕스
- 언 두잉 - 휴 그랜트
- 더 굿 로드 버드 - 에단 호크

### TV부문 스턴트 상
- 더 만달로리안 수상
- 더 보이즈
- 코브라 카이
- 러브크래프트 컨트리
- 웨스트월드